# NGC 3475
NGC 3475 est une vaste galaxie spirale située dans la constellation du Lion. NGC 3475 a été découverte par l'astronome germano-britannique William Herschel en 1785.

## Caractéristiques
La classe de luminosité de NGC 3475 est I et elle présente une large raie HI. C'est aussi une galaxie LINER, c'est-à-dire une galaxie dont le noyau présente un spectre d'émission caractérisé par de larges raies d'atomes faiblement ionisés. Elle renferme également des régions d'hydrogène ionisé. Selon la base de données Simbad, NGC 3475 est une galaxie à noyau actif.

### Distance
Sa vitesse par rapport au fond diffus cosmologique est de 6 743 ± 22 km/s, ce qui correspond à une distance de Hubble de 99,5 ± 7,0 Mpc (∼325 millions d'al).
À ce jour, cinq mesures non basées sur le décalage vers le rouge (redshift) donnent une distance de 108,780 ± 32,328 Mpc (∼355 millions d'al), ce qui est à l'intérieur des valeurs de la distance de Hubble. Notons cependant que c'est avec la valeur moyenne des mesures indépendantes, lorsqu'elles existent, que la base de données NASA/IPAC calcule le diamètre d'une galaxie et qu'en conséquence le diamètre de NGC 3475 pourrait être d'environ 49,2 kpc (∼160 000 al) si on utilisait la distance de Hubble pour le calculer. 